# Elephantomyia (Elephantomyina) supernumeraria
Elephantomyia (Elephantomyina) supernumeraria is een tweevleugelige uit de familie steltmuggen (Limoniidae). De soort komt voor in het Neotropisch gebied.